# 埃斯蒙德 (伊利諾伊州)
埃斯蒙德（英語：Esmond）是位於美國伊利諾伊州迪卡爾布縣的一個非建制地區。該地的面積和人口皆未知。

## 地理
埃斯蒙德的座標為42°02′01″N 88°56′08″W / 42.03361°N 88.93556°W，而該地的平均海拔高度為251米（即823英尺）。